# Sonja Feldmeier
Sonja Feldmeier (* 5. März 1965 in Männedorf) ist eine Schweizer Multimedia-Künstlerin. Sie arbeitet mit Malerei, Airbrush, Fotografie, Video und Audio, entwickelt Objekte und komplexe Installationen.

## Leben und Werk
Feldmeier studierte an der Hochschule für Gestaltung und Kunst Luzern (1986), an der Malklasse der Schule für Gestaltung Basel (1987–1990) und im Studiengang Master of Fine Arts der Zürcher Hochschule der Künste (2012–2015).
Für ihre künstlerische Praxis ist das Prinzip des Archivierens konstitutiv. Aus ihrem Archiv destilliert sie mittels Collage- und Montagetechniken vielstimmige Erzählungen, in denen gesellschaftliche und politische Fragen verhandelt werden, die aber über konkrete Umstände und Begebenheiten hinaus auf Grundfragen der condition humaine verweisen. In raumgreifenden narrativen Settings mit multimedialen Arbeiten stellt sie Fragen nach Identitäten und Zuschreibungen, nach dem Wanderungsverhalten von Menschen, Dingen und Zeichen. Ihr Interesse gilt Kommunikationsprozessen und Konstruktionsmodellen. In ihren Arbeiten untersucht sie, wie sich Wertesysteme und Bedeutungsmuster in Bildern manifestieren.

## Preise und Auszeichnungen
- 2009: Basler Filmpreis, Kategorie Kunstfilm

## Ausstellungen (Auswahl)
- 2013: Lapilli, Kunstraum John Schmid, Basel
- 2012: Kalka Shimla Diaries, Bahnmuseum Albula, Bergün
- 2011: meters behind sea level, Arts Reverie (AIAF), Ahmedabad, India
- 2010: from nowhere to somewhere, Kunstraum Baden
- 2007: Inhale Exhale, Kunsthalle St. Gallen, St. Gallen
- 2007: Lost Call, Ausstellungsraum Klingental, Basel
- 2006: In Your Room, Galerie Ruzicka/Weiss, Düsseldorf
- 2006: Repatriated Territories, Spazio Culturale La Rada, Locarno
- 2005: Meter hinter dem Meeresspiegel, Galerie Parisa Kind, Frankfurt
- 2005: Curator’s Best, The Wrong Gallery, New York (mit Christoph Büchel)
- 2000: Phantom 00, Gastpräsentation, Aargauer Kunsthaus, Aarau

## Sammlungen
Werke von Sonja Feldmeier sind in folgenden Sammlungen vertreten:
- Kunstmuseum Basel
- Kunstsammlung der Stadt Baden AG
- Bundesamt für Kultur, Schweizerische Eidgenossenschaft, Bern
- Museum für Kommunikation Bern
- Kunstmuseum Solothurn
- Kunstkredit Basel-Stadt
- Nationale Suisse, Basel
- Essl Museum, Kloster Neuburg bei Wien
- Sammlung Kunstkredit Kanton Basel-Landschaft
- Kunstkammer im Schloss Bartenstein, Bartenstein